# Dolba hyloeus
Dolba hyloeus är en fjärilsart som beskrevs av Dru Drury 1773. Dolba hyloeus ingår i släktet Dolba och familjen svärmare. Inga underarter finns listade i Catalogue of Life.

## Bildgalleri

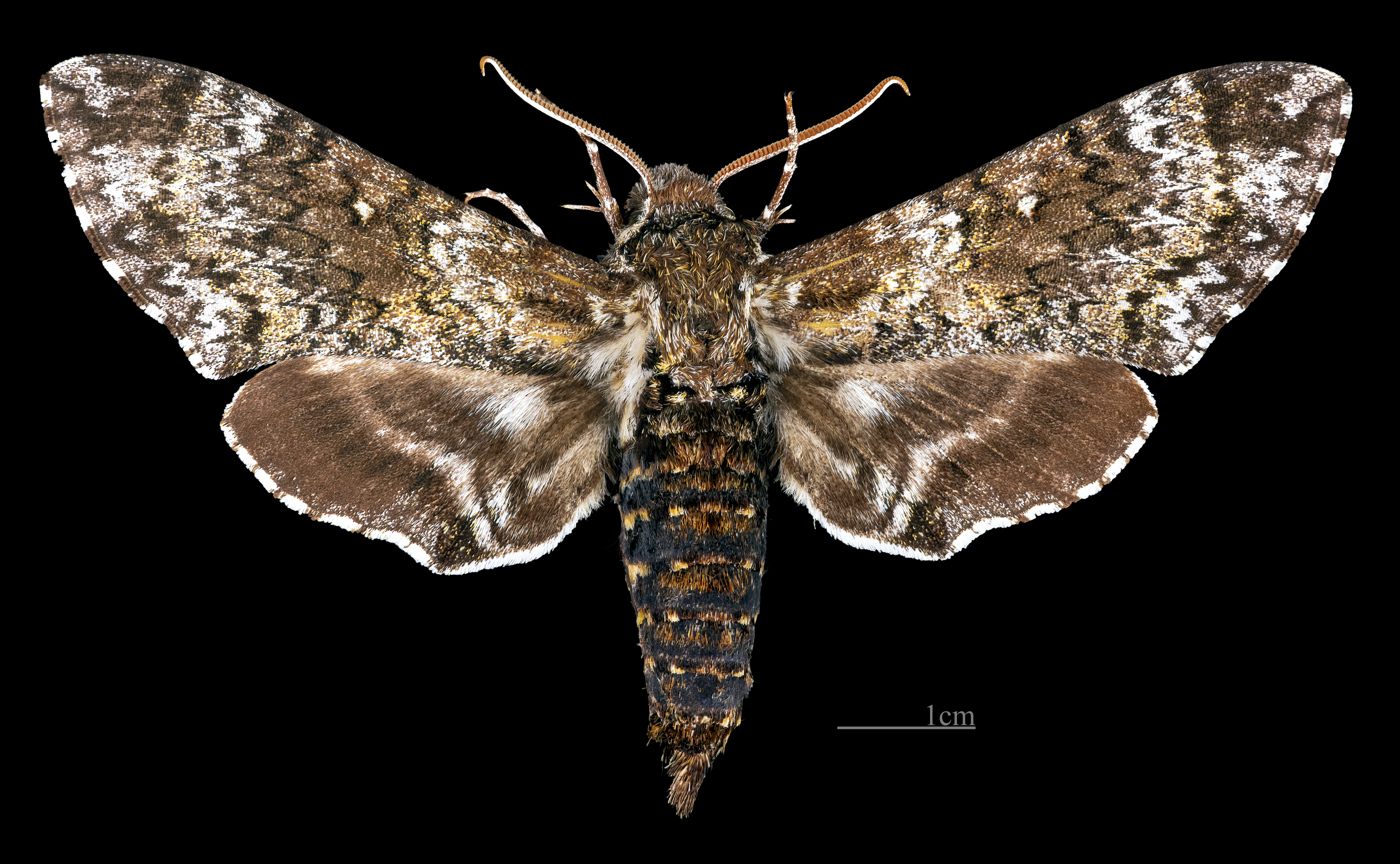
♂
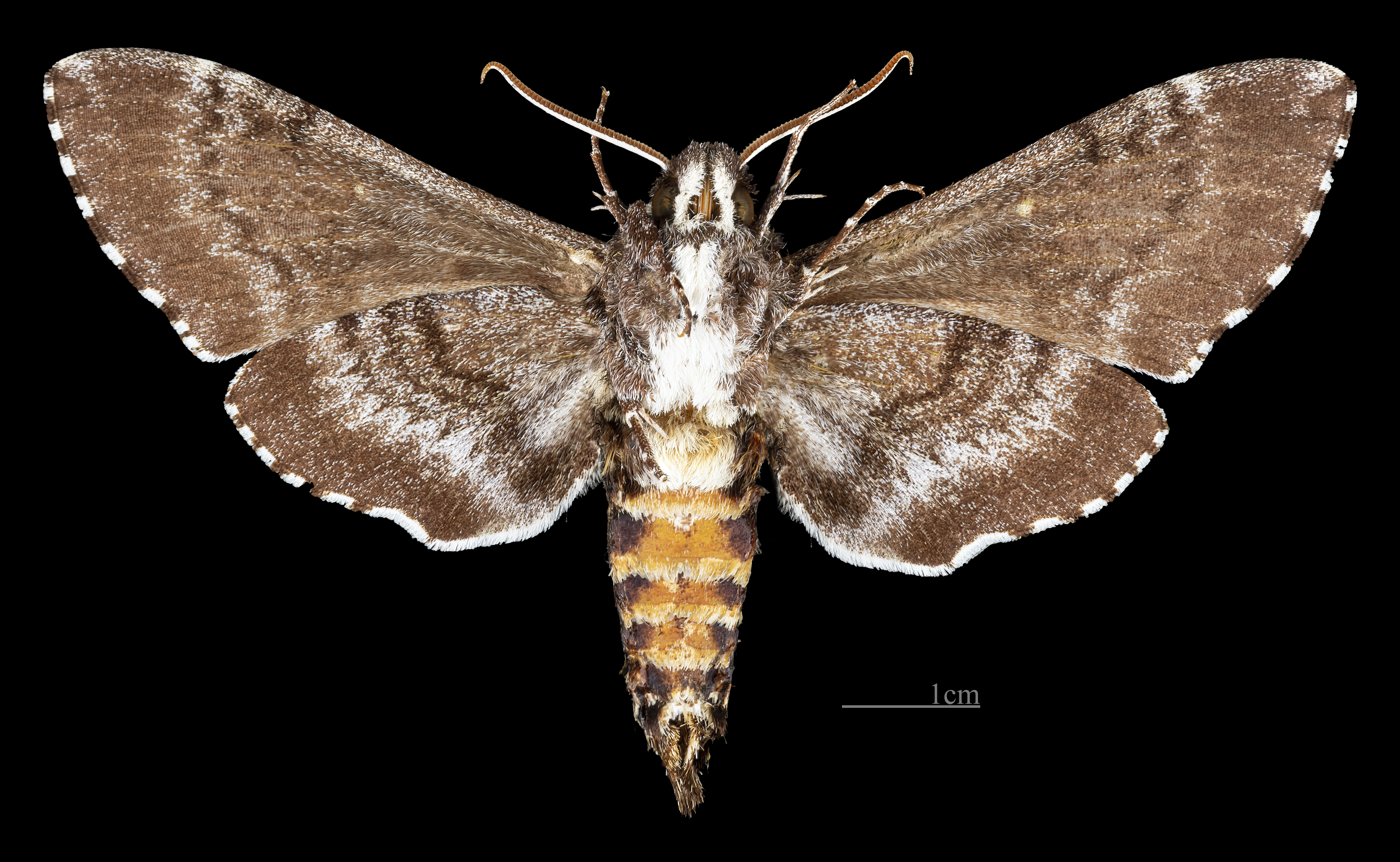
♂ △
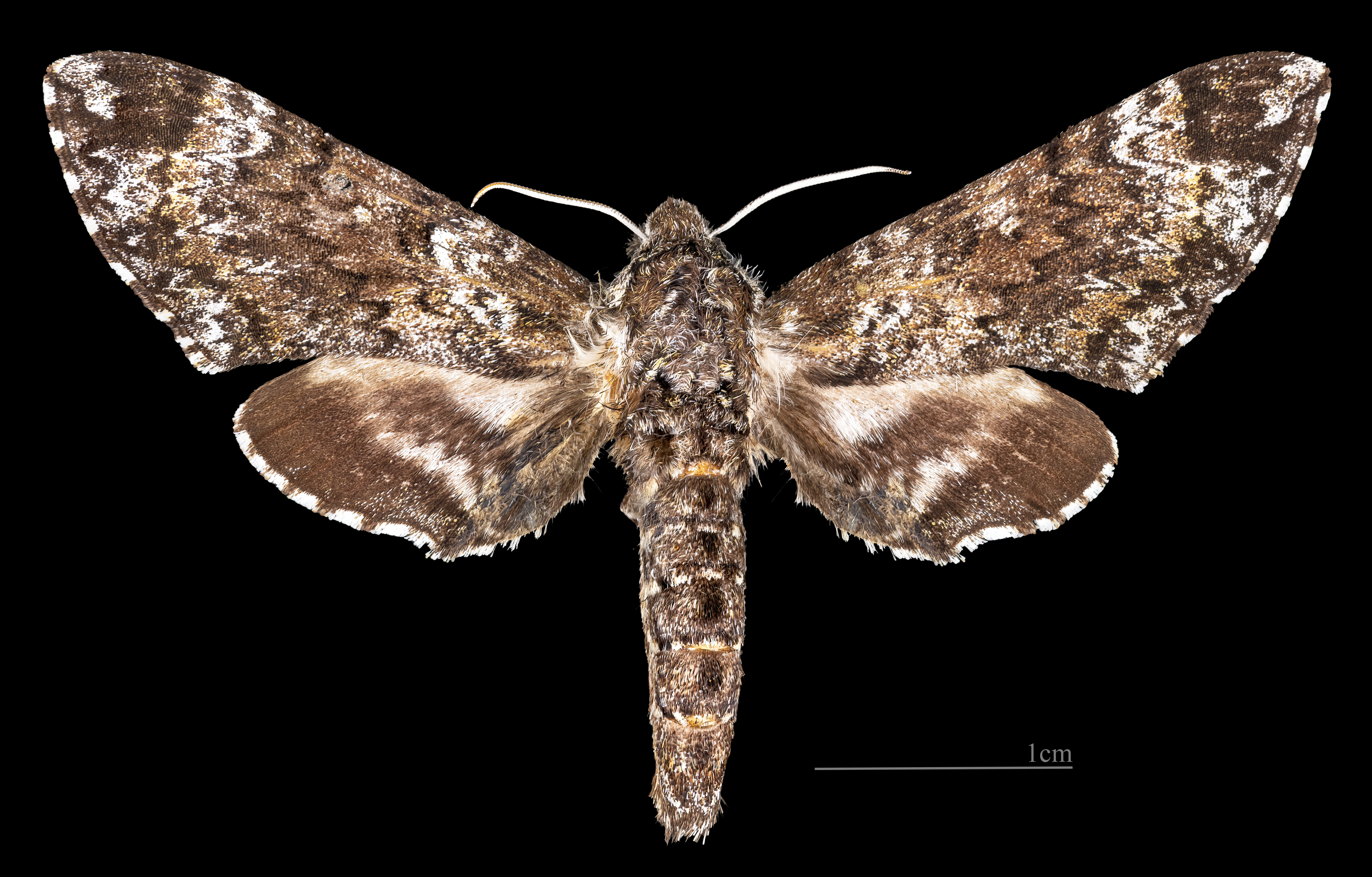
♀
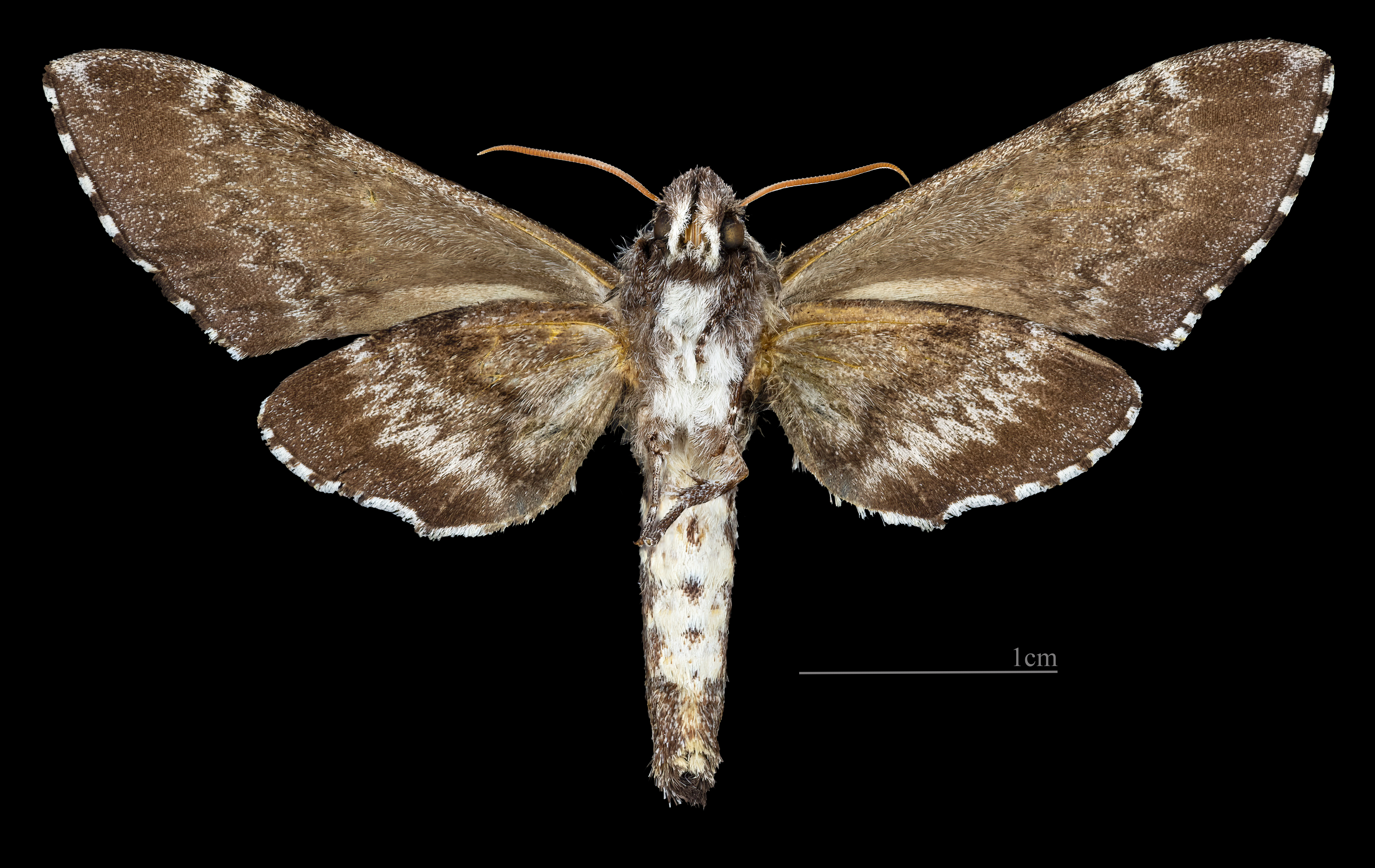
♀ △

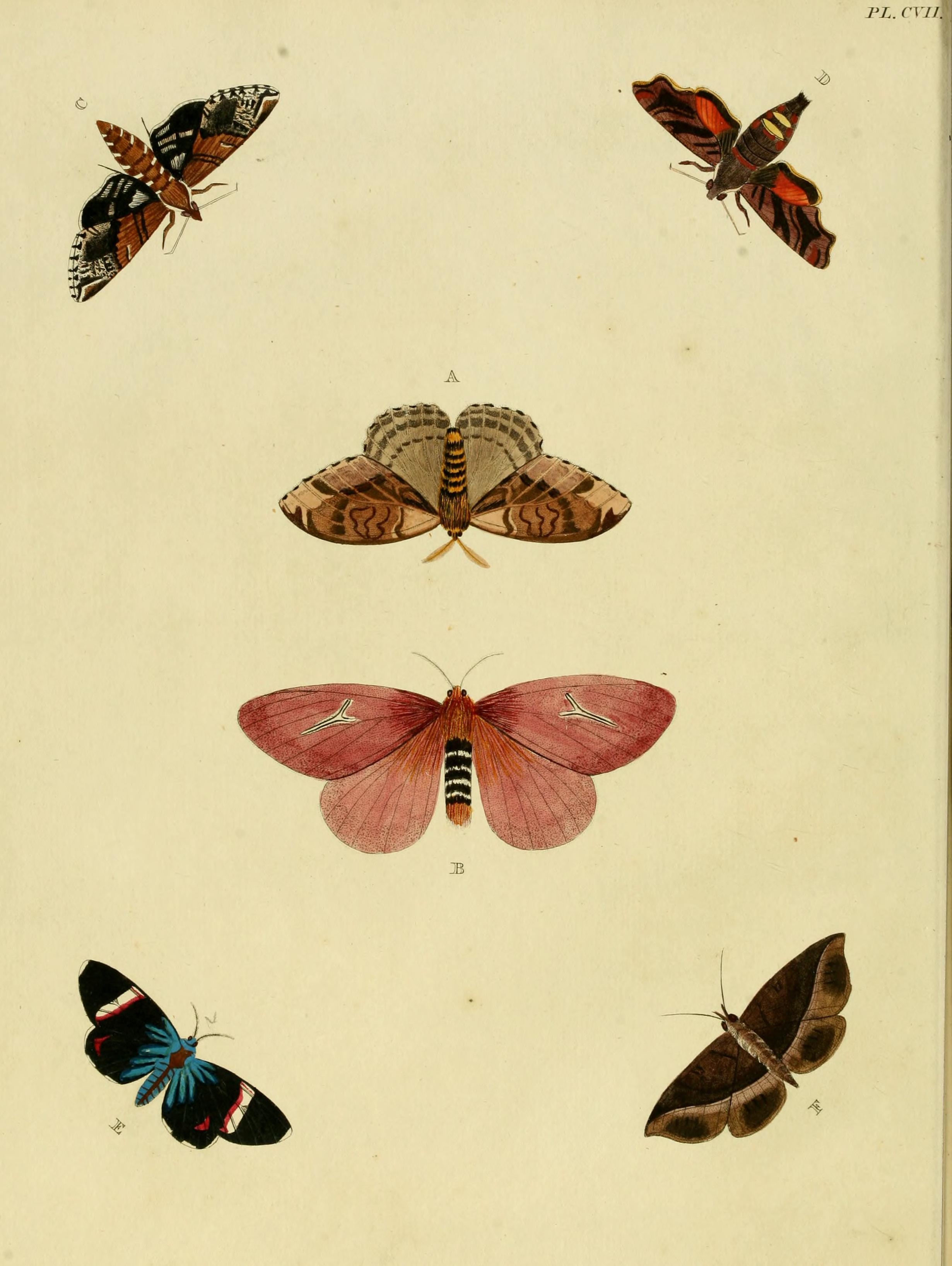